# آرشي ستيفنز
آرشي ستيفنز (بالإنجليزية: Archie Stephens)‏ (19 مايو 1954 بليفربول في المملكة المتحدة - ) هو لاعب كرة قدم بريطاني في مركز الهجوم. لعب مع نادي بريستول روفيرز ونادي كارلايل يونايتد ونادي ميدلزبره ويوفل تاون وGuisborough Town F.C. ‏ وMelksham Town F.C. ‏ وWestbury United F.C. ‏ ودارلينجتون إف سى.